# سوکوویتسه
سوکوویتسه (به لهستانی:  Sukowice) یک روستا در لهستان است که در گمینا چیسک واقع شده‌است. سوکوویتسه ۳۷۴ نفر جمعیت دارد.